# Athanasiô thành Alexandria
Athanasiô thành Alêxanđria (Bản mẫu:Lang-el Athanásios Alexandrías) (khoảng 296-298 – 2 tháng 5 năm 373), cũng được gọi là Thánh Athanasiô Cả, Thánh Tuyên tín giả Athanasiô hay trong cách gọi của Giáo hội Chính Thống Copt là Đấng Tông truyền Athanasiô là Giám mục thành Alêxanđria thứ 20. Thời kỳ giám mục của ông kéo dài 45 năm, trong đó có hơn 17 năm ông phải sống lưu đày theo lệnh của bốn Hoàng đế La Mã khác nhau. Ông được xem là một giáo phụ, nhà thần học Kitô giáo nổi tiếng, nhân vật chính yếu bảo vệ giáo lý Ba Ngôi chống lại thuyết Ariô, và là một nhà lãnh đạo Ai Cập đáng chú ý trong thế kỷ thứ 4.
Athanasiô được nhớ đến vì vai trò của ông trong cuộc xung đột với Ariô và học thuyết cùng tên. Năm 325, ở tuổi 27, Athanasiô đóng một vai trò tiên phong chống lại phái Ariô ở Công đồng Nicaea I. Khi đó ông còn là một phó tế và thư ký riêng cho Giám mục Alêxanđria thứ 19 - Alexander.
Vào tháng 6 năm 328, ở tuổi 30, Athanasiô trở thành Tổng giám mục Alêxanđria sau khi vị tiền nhiệm qua đời. Ông tiếp tục dẫn dắt cuộc tranh luận chống phái Ariô cho tới cuối đời và tham gia đấu tranh chính trị và thần học chống lại Constantius II và các giáo sĩ theo thuyết Arius có thế lực và ảnh hưởng, được dẫn dắt bởi Eusebius thành Nicomedia cùng các nhân vật khác. Do đó ông được biết đến là Athanasius Contra Mundum ("Athanasiô chống lại thế giới"). Vài năm sau khi ông qua đời, Ghêgôriô thành Nadiandô gọi ông là "Trụ cột của Giáo hội". Các tác phẩm của Athanasiô được các giáo phụ sau này từ cả Đông phương và Tây phương coi trọng. Các tác phẩm đó bộc lộ sự hiến dâng phong phú cho Ngôi-Lời-nhập-thể-làm-người (Đức Giêsu Kitô), cũng như cho thấy sự quan tâm sâu sắc tới mục vụ và đường lối đan tu.
Athanasiô được Công giáo Rôma tôn phong là một trong bốn Đại Tiến sĩ Hội thánh Đông phương và được Chính Thống giáo Đông phương xem là "Giáo phụ của Chính thống giáo". Nhiều người Tin Lành cũng gọi ông là "Giáo phụ của Quy điển" bởi vì trong số các giáo phụ, Athanasiô là người đưa ra danh sách Quy điển Kinh Thánh (cụ thể là phần Cựu Ước) gần giống với bộ Quy điển của Tin Lành nhất. Danh sách này - được đưa ra vào năm 367 - cũng là danh sách sớm nhất được biết đến xác định chính xác quy điển 27 quyển Tân Ước như ngày nay.